# Joram Lindenstrauss
Pour les articles homonymes, voir Lindenstrauss.
Joram Lindenstrauss (hébreu : יורם לינדנשטראוס), né le 28 octobre 1936 et mort le 29 avril 2012, est un mathématicien israélien spécialiste d'analyse fonctionnelle. Il a été professeur à l'Institut Einstein de mathématiques à l'université hébraïque de Jérusalem.

## Biographie
Né à Tel Aviv, Joram Lindenstrauss était fils unique d'un couple de juristes émigrés de Berlin. Il commence à étudier les mathématiques à l'université hébraïque de Jérusalem en 1954, pendant son service militaire. Il devient étudiant à temps plein en 1956 et passe sa maîtrise en 1959. En 1962, il soutient un Ph. D. dirigé par Aryeh Dvoretzky et Branko Grünbaum, sur les opérateurs compacts. De 1962 à 1965, il est post-doctorant à Yale et à l'université de Washington à Seattle. Il est nommé à l'université de Jérusalem, assistant en 1965, professeur associé en 1967 et professeur titulaire en 1969. À partir de 1985, il occupe la chaire de mathématiques Leon H. et Ada G. Miller. Il prend sa retraite en 2005. Assaf Naor fait partie de ses étudiants de thèse.
Lindenstrauss est marié à la chercheuse en informatique théorique Naomi Lindenstrauss. Deux de leurs quatre enfants, Ayelet Lindenstrauss et le médaillé Fields Elon Lindenstrauss, sont également mathématiciens. Joram est aussi cousin du juge et contrôleur Micha Lindenstrauss (en).

## Travaux
Lindenstrauss travaille en analyse fonctionnelle et en géométrie, en particulier en théorie des espaces de Banach, de la convexité en dimension finie et infinie, en analyse fonctionnelle non linéaire géométrique et en théorie géométrique de la mesure.
Parmi ses résultats les plus connus figure le lemme de Johnson-Lindenstrauss sur les plongements à faible distorsion d'un ensemble de points d'un espace euclidien de grande dimension dans un espace de petite dimension. Un autre de ses théorèmes établit que dans un espace de Banach possédant la propriété de Radon-Nikodym, tout fermé borné a un point extrémal, sans hypothèse de compacité.

## Distinctions
Lindenstrauss reçoit le prix Israël pour les mathématiques en 1981.
En 1997, il est le premier mathématicien non polonais à recevoir la médaille Stefan Banach de l'Académie polonaise des sciences.
Il est membre de l'Académie israélienne des sciences et lettres. En 1970, il est orateur invité au Congrès international des mathématiciens à Nice.

## Publications
Lindenstrauss a écrit plus de cent articles et quelques-uns des traités les plus reconnus sur les espaces de Banach,.
- Classical Banach spaces (avec Lior Tzafriri), Springer-Verlag, vol. 1 et 2, 1977 et 1979
- « Banach spaces with a unique unconditional basis, up to permutation » (avec Jean Bourgain, Peter George Casazza et Lior Tzafriri), Memoirs of the American Mathematical Society, vol. 322, 1985
- Geometric nonlinear functional analysis (avec Yoav Benyamini), coll. « Colloquium publications » (n° 48), AMS, 2000 [lire en ligne]
- Handbook of the Geometry of Banach Spaces (éditeur, avec William B. Johnson (en)), Elsevier, vol. 1 et 2, 2001 et 2003 [lire en ligne]